# Yvonne Pouzin
Pour les articles homonymes, voir Pouzin.
Yvonne Pouzin ou Yvonne Pouzin-Malègue, née le 20 février 1884 à Nantes, ville où elle est morte le 15 avril 1947,, est une médecin, phtisiologue française. Elle est la première praticienne hospitalière en France.

## Biographie
Petite-fille d'un horloger installé quai Brancas, fille d'Edmond Pouzin, industriel nantais spécialisé dans le vermicelle, et d'une mère, Marie Guillou, rentière, Yvonne Pouzin a deux sœurs et un frère. Elle bénéficie d'une éducation « moderne » pour son époque : apprendre à nager, conduire. Sa famille soutient son choix de pratiquer la médecine,.

### Première femme en France médecin des hôpitaux
Elle fait ses études chez les Ursulines (aujourd'hui lycée Blanche-de-Castille) jusqu'au brevet supérieur, puis, attirée par la vocation de médecine, elle prépare à la maison son baccalauréat, s'initiant au latin. En novembre 1905 elle commence à suivre les cours de l'École de médecine de Nantes. Elle part ensuite à Paris préparer le concours des hôpitaux. En 1908 elle est reçue au concours de l'externat et en 1912 à celui de l'internat. Elle se spécialise alors dans le traitement de la tuberculose avec le professeur Ménard et sous la direction du professeur Georges Guinon en pédiatrie. En 1916, elle soutient sa thèse Les adénopathies cervicales chroniques chez les enfants hérédo-syphilitiques,.
En 1919, elle réussit le concours des médecins des Hôpitaux de Nantes, devenant ainsi la première femme médecin des hôpitaux en France et peut ainsi faire des recherches dans de meilleures conditions scientifiques et enseigner.
Elle est ensuite nommée au service des tuberculeux, et fait un stage à Paris avec Édouard Rist qui introduit une nouvelle technique, la collapsothérapie, consistant à provoquer un pneumothorax artificiel pour mettre le poumon au repos et favoriser ainsi la cicatrisation des lésions, permettant ainsi de sauver des vies en attendant l'apparition des antibiotiques dans les années 1950. Elle introduit ce procédé à l'Hôpital de Nantes, et dans toute la Loire-Atlantique,.
Yvonne Pouzin enseigne également la médecine et fait de la recherche médicale. Ses publications lui valent d'être nommée, en 1924, membre correspondant de la Société médicale des hôpitaux de Paris et présidente de l'Office central d'hygiène social de Nantes. Elle organise également le dispensaire antituberculeux de La Baule,.
Dans les années 1920, elle participe au premier congrès des femmes phtisiologues à New York,.

### La rencontre de Joseph Malègue

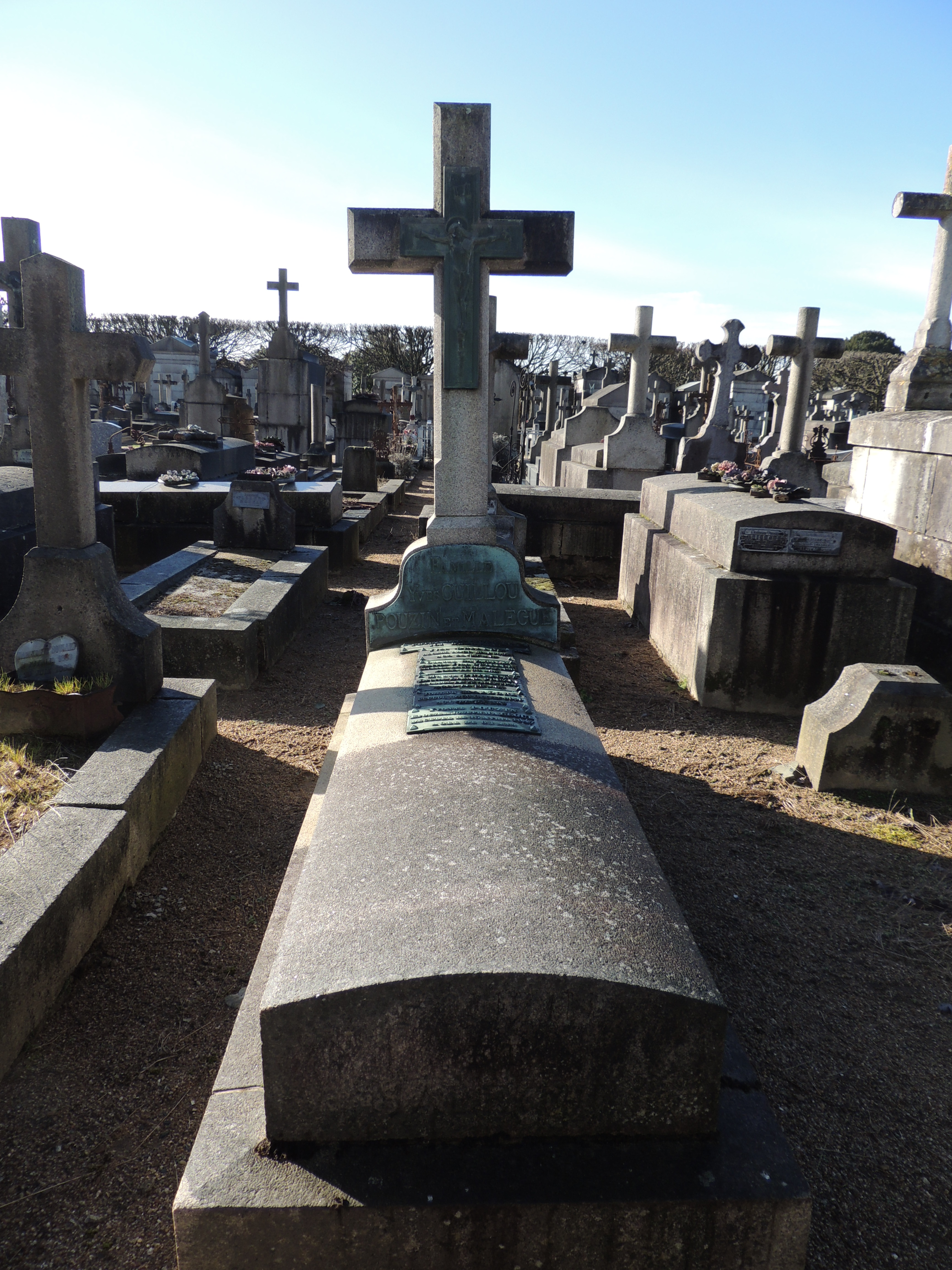
Tombe d'Yvonne Pouzin et de Joseph Malègue, cimetière Miséricorde, à Nantes.

Membre du cercle catholique d'universitaires de Nantes, elle fait la connaissance de l'écrivain Joseph Malègue qu'elle épouse le 28 août 1923 en l'église Notre-Dame-de-Bon-Port. Le couple s'installe au no 15, rue Arsène-Leloup.
Après plusieurs échecs littéraires, Joseph Malègue se tourne vers l'enseignement, avant qu'Yvonne Pouzin ne l'encourage à se consacrer entièrement à l'écriture d'Augustin ou Le Maître est là. Le biographe de Joseph Malègue a recueilli plusieurs témoignages des familiers du couple et cite aussi l'essai du docteur Delaunay, Joseph Malègue, par Yvonne Malègue, Estuaires, Bordeaux, 1947 (non paginé). Pour le docteur Delaunay, Yvonne Pouzin avait reconnu en Joseph Malègue « sa valeur exceptionnelle », mais peut-être aussi « la faiblesse », l'avait assumée et délivré son mari « d'une partie inerte de lui-même ». Il termine sur une question à propos d'Augustin ou Le Maître est là : « Eût-il mis en volume cet Augustin si exigeant de ses lecteurs, sans qu'une autre volonté, forte d'amour et de foi, ne fût venir soutenir la sienne, écarter les obstacles, vaincre les doutes, négocier la réalisation de l'ouvrage? [...] Malègue requérait une sorte d'impresario. »
C'est elle aussi qui déchiffre une grande partie du manuscrit de Pierres noires : Les Classes moyennes du Salut, qui sera réédité en 1958. Atteinte d'un cancer aux intestins, elle meurt le 15 avril 1947 en son domicile, au no 15 rue Arsène-Leloup , après avoir subi deux interventions chirurgicales. Elle est inhumée au côté de son époux mort six ans et demi auparavant, au cimetière Miséricorde, à Nantes. Son ouvrage consacré à son mari paraît quelque temps après sa mort.

## Hommage
- Une voie de Nantes, la rue Docteur Yvonne Pouzin-Malègue, contient le nom de son époux, mais il s'agit bien avant tout d'un hommage à Yvonne Pouzin, d'autant que les dates de naissance et de décès qui apparaissent sur la plaque de rue sont les siennes[14].
- Un centre de santé porte son nom à Paris, dans le quartier du Marais[15].

## Œuvre
- Yvonne Malègue-Pouzin, Joseph Malègue, Tournai, Casterman, 1947.